# Vereniging van Postzegelverzamelaars Oostkust van Sumatra

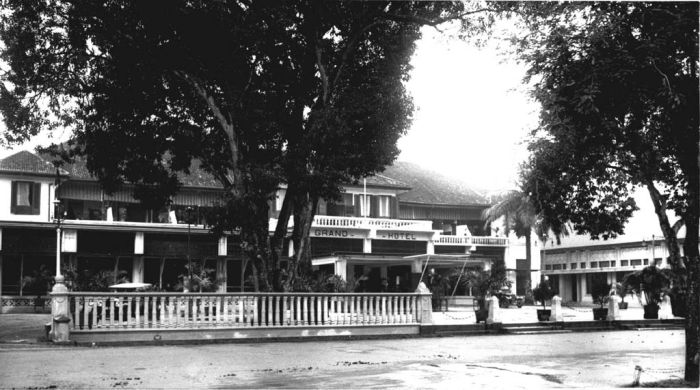
Het Grand Hotel in Medan, waar de vereniging in augustus 1934 een tentoonstelling organiseerde

De Vereeniging van Postzegelverzamelaars Oostkust van Sumatra werd op 16 februari 1919 opgericht te Medan, op Sumatra, in het toenmalige Nederlands-Indië. De vereniging raakte vrij snel in het slop, maar werd op 16 december 1923 heropgericht.
Vanwege de relatief grote afstanden tussen de leden werd er niet alleen op bijeenkomsten geruild, maar ook door middel van zogeheten rondzendboekjes (ruilboekjes).
In augustus 1934 werden bij gouvernementsbesluit de statuten van de vereniging goedgekeurd en werd de vereniging een rechtspersoon. Eerder die maand was in het Grand Hotel Medan een postzegeltentoonstelling gehouden met postzegels uit de collecties van de leden. De tentoonstelling was de eerste in haar soort aan de oostkust van Sumatra, en bevatte onder meer een complete verzameling van de zegels van Nederland en de overzeese gebieden.